# Башня Мира (Санкт-Петербург)
Башня Мира — архитектурное сооружение, стела, установленная на Сенной площади Санкт-Петербурга. Была изготовлена как дар от Французской республики Санкт-Петербургу в честь 300-летия города, была открыта 27 мая 2003 года, демонтирована в 2010 г.
Сооружение было выполнено из стекла и металла, высотой около 18 м, в диаметре 3 м, имело внутреннюю и наружную подсветку. Центр сооружения был выполнен из металла, к ней крепились две стеклянные выпуклые пластины, на которых выгравировано слово «Мир» на 32 языках. Общая стоимость проекта составила примерно 1,5 млн евро.
В июле 2010 года на стеклянных панелях башни образовались трещины. Проверка установила, что длинная продольная трещина пересекает три стеклянных блока сооружения. Основной причиной этого предполагается аномально высокая температура того года. Также в аварийном состоянии находился постамент стелы: часть гранитных плит откололась, другие могли развалиться в ближайшем будущем — между ними зияли трещины толщиной в палец.
Башню Мира демонтировали в ночь 29 июля 2010 года, она простояла 7 лет. Губернатор Валентина Матвиенко заявила, что всего за 7 лет памятник пришёл в аварийное состояние и больше на площадь не вернётся, так как «городские власти готовят проект реконструкции площади, в результате которой ей планируют вернуть первоначальный вид». При демонтаже основание башни — стальную колонну — сломали. Башня находилась на экспертизе на базе «Ленсвета». Тот факт, что башня навсегда исчезнет с площади города, вызвала бурное негодование её французских авторов.